# Hennazdi Maroz
Hennazdi Maroz (Bielorrusia, 15 de agosto de 1978) es un atleta bielorruso retirado especializado en la prueba de salto de altura, en la que consiguió ser medallista de bronce mundial en pista cubierta en 2003.

## Carrera deportiva
En el/Campeonato Mundial de Atletismo en Pista Cubierta de 2003/gano/la medalla de bronce en el salto de altura, con un salto por encima de 2.30 metros, tras el sueco Stefan Holm/oro con 2.35 metros/y el ruso Yaroslav Rybakov/plata con 2.33 metros).